# Imram z Sowiny
Imram z Sowiny (od niem. Emmeram w średniowiecznej Polsce imię znane jako Imram lub Imbram) – rycerz z Sowiny oraz z Czulic herbu Czewoja (herb szlachecki), s. Jana (Jaszka) z Czulic i Heleny; brat stryjeczny Imbrama (seniora) z Czulic, s. Falisława z Czulic.
Na kartach historii, rycerz Imbram z Sowiny został odnotowany wraz z żoną Małgorzatą 8 marca 1430 roku w związku z nadaniem mu wójtostwa wiślickiego przez króla Władysława II Jagiellończka. Znane jest uposażenie wójta z okresu jego rządów: 1)Słota Kaźnia przy bramie miejskiej w stronę Krakowa; 2) 2 łany po Hinczce; 3) karczma we wsi królewskiej Kobylniki; 4) wolne łowienie ryb w Nidzie; 5) opustoszałe jezioro celem zbudowania sadzawki oraz młyna; 6) łąka przy tej sadzawce. W dokumencie z 1519 r., król Zygmunt I Stary obciąża to wójtostwo kwotą 430 grzywien i dodatkowo kwotą 475 grzywien na rzecz Mikołaja Missopada z Konina herbu Łabędź (herb szlachecki) z wójtostwa wiślickiego, które Imbram z Sowiny otrzymał w 1430 roku.